# Ibis (chaîne d'hôtels)
Pour les articles homonymes, voir Ibis.
Ibis (ou ibis rouge) est une marque hôtelière détenue par le groupe Accor et créée en 1974. Positionnée sur le segment du milieu de gamme supérieur, elle concentre depuis 2011 les marques ibis Styles (axée sur le design) et Ibis budget (confort essentiel). Ibis est une offre hôtelière trois étoiles qui se distingue par un éventail plus large de services, une restauration plus aboutie, souvent équipé d'un jardin voire d'une piscine.
Fin décembre 2018, ibis compte 1 174 hôtels (150 748 chambres) dans 70 pays.

## Histoire

### Lancement en 1974
Le premier hôtel ibis ouvre à Bordeaux Lac en 1974, construit par la société hôtelière Novotel-SIEH, structure qui absorbe les hôtels Mercure en 1975 et qui constitue l'embryon du groupe Accor créé en 1983. L'objectif de cet hôtel est de créer une chambre 30 % moins chère que celle de Novotel. Le premier dirigeant de la chaîne est André Cointet.
En 1976, ibis s'ouvre au système de franchise. En 1977, quatorze hôtels ibis ont ouvert en France. En 1980, ibis ouvre son 50e établissement et lance le concept ibis Résidences. La même année, la société Aéroports de Paris autorise pour une durée de 50 ans les hôtels ibis à exercer une activité hôtelière (556 chambres) sur les domaines publics des aéroports.

### Consolidations et développement
Le groupe hôtelier Accor prend naissance en 1983 et ouvre son premier hôtel ibis aux États-Unis en 1983. En 1983, ibis reprend les hôtels Minimote (23 établissements). En 1984, Accor et la banque La Hénin réunissent les 123 hôtels ibis et Urbis au sein de la structure Sphère SA, qui devient le premier opérateur d'hôtels 2 étoiles en France. Après s'être établi au Texas, en Floride et à Atlanta, ibis sort finalement du marché américain à la fin des années 1980.
En 1990, Ibis ouvre son premier hôtel au Brésil.
En 1992, les groupes Ibis (292 hôtels) et Arcade (97 hôtels issus de la compagnie des Wagons-Lits) fusionnent.
En 1995, Accor gère huit hôtels ibis au Royaume-Uni. En octobre 1996, Sphère International s'associe à l'Espagnol NH Hoteles pour développer la chaîne ibis sur la péninsule ibérique, partenariat qui prend fin en janvier 1999, même si la chaîne poursuit son développement espagnol par la suite. En octobre 1997, Accor signe un partenariat avec l'Argentin Bomagra pour développer quinze hôtels en cinq ans en Argentine. En juin 1998, ibis ouvre son premier hôtel en Irlande. En 1999, ibis s'implante en Suède et en Norvège avec l'acquisition de Good Morning Hotels, et en Amérique du Sud. En 2003, Accor ouvre son premier hôtel ibis au Moyen-Orient, à Dubai, et son premier hôtel en Corée du Sud. En 2004, ibis implante son premier hôtel en Chine à Tianjin.
En 1996, les marques Etap Hôtel, ibis et Formule 1 sont réunies au sein d'une structure unique baptisée Sphère International et détenue à 66 % par Accor. Au 1er janvier 1997, ibis compte 430 hôtels dans 15 pays (+290 en France). La chaîne ibis est alors l'enseigne hôtelière la plus connue des Français selon une étude de notoriété réalisée par Coach Omnium. En décembre 1998, Accor teste le concept de suites résidentielles avec le lancement d'ibis Suite , qui préfigure le lancement du concept Suitehotel par Accor un an plus tard. Ibis adopte la stratégie ibis 2003, une nouvelle manière de bâtir les hôtels de l'enseigne sur des techniques de préfabrication empruntées aux hôtels Formule 1, et dont le premier établissement français ouvre en novembre 2000. Selon Paul Dubrule, les classements deux étoiles NN ont été créés pour permettre aux hôtels ibis d'être classés.
Depuis 1999, Accor applique une politique de diversification de son offre de restauration au sein des hôtels ibis pour rompre avec la monotonie gastronomique de ses établissements. En février 2003, ibis lance la nouvelle formule de restauration Sud & Cie. En mars 2004, en partenariat avec la marque Barilla, ibis lance les Cafés Pasta & Cie.
En décembre 1999, ibis compte 500 hôtels (dont 469 en Europe) et annonce l'ouverture de 50 nouveaux établissements sur l'année 2000.
De 2003 à 2005, Ibis s'est implanté en Corée du Sud, en Moyen-Orient et en Thaïlande.
En 2004, Ibis compte 700 hôtels dans 36 pays. À partir de janvier 2006, les hôtels ibis deviennent progressivement des espaces sans tabac.

### Depuis 2007

#### Croissance et marchés émergents
En 2007, Ibis lance un plan de développement ayant pour objectif de renforcer sa position dans le secteur de l'hôtellerie économique et d’intensifier sa croissance sur les marchés émergents en décidant de s'implanter en Asie (comme en Turquie) et en Amérique Latine. En 2008, ibis ouvre son premier établissement en Russie, à Saint-Pétersbourg, puis à Moscou en 2009. Ibis s'implante également en Inde, au Koweït et au Bénin, puis à Singapour, en Algérie, en Jordanie, à Oman, et à Madagascar en 2009. En 2010, ibis s'implante en Colombie, au Chili et au Paraguay. En 2011, ibis s'implante en Tunisie et au Japon, et inaugure son 900e hôtel. En 2012, ibis ouvre son premier hôtel en Arabie saoudite.
En janvier 2014, Sébastien Bazin inaugure l'ouverture du 1000e hôtel ibis, à Berlin.
En février 2019, ibis ouvre son premier hôtel en Équateur.

#### Évolution au sein d'Accor
En septembre 2011, Accor regroupe ses marques du segment économique sous la bannière ibis : Etap Hotel devient ibis budget et All Seasons devient ibis Styles. Cette évolution s’accompagne d’une revue des produits et services dans les hôtels, ainsi que l'adjonction d'un code couleur pour chaque enseigne. Ce changement est achevé en 2013 pour l'ensemble des 1 500 hôtels.
En février 2019, pour les quarante-cinq ans de l'enseigne qui compte alors 1 137 établissements dans 70 pays, Accor annonce une rénovation complète de son concept ibis. Le bureau de réception disparaît au profit de tablettes tactiles. Les gestionnaires sont désormais libres de choisir la décoration intérieure de leurs hôtels parmi une panel de styles prédéfinis, ainsi que de revitaliser les bars-restaurants de l'enseigne.

#### Grève des femmes de chambre de l'hôtel Ibis Batignolles
La grève des femmes de chambre de l'hôtel Ibis Batignolles est un mouvement social ayant débuté en juillet 2019 et s'étant terminé en mai 2021, organisé principalement par les femmes de chambre travaillant dans l'hôtel Ibis Batignolles de Paris.

### Identité visuelle (logo)
En septembre 2011, les marques ibis adoptent un logo en forme d'oreiller emprunté au logo de la chaîne All Seasons devenue ibis Styles.

Logo jusqu'en 2011.
Logo de 2011 à 2019.
Logo depuis 2019.

## Chiffres-clés
| Année | Hôtels | Chambres |
| ----- | ------ | -------- |
| 2018  | 1 174  | 150 748  |
| 2017  | 1 137  | 145 081  |
| 2016  | 1 088  | 138 741  |
| 2015  | 1 068  | 134 786  |
| 2014  | 1 031  | 129 009  |
| 2013  | 999    | 124 022  |
| 2012  | 983    | 121 004  |
| 2011  | 933    | 113 077  |
| 2010  | 900    | 107 735  |
| 2009  | 861    | 102 167  |
| 2008  | 814    | 94 742   |
| 2007  | 769    | 86 486   |
| 2006  | 745    | 82 546   |
| 2005  | 720    | 78 780   |